# Le Rêve d'Icare
Pour plus de détails, voir Fiche technique et Distribution.
Le Rêve d'Icare est un téléfilm français de Jean Kerchbron, diffusé en 1982 sur Antenne 2.
Aventures inspirées par la vie et les exploits de l'aviatrice et féministe française Adrienne Bolland, une des premières femmes à avoir traversé la Manche et franchi la cordillère des Andes. 

## Synopsis
À Paris, vers la fin de la Première Guerre mondiale, Isabelle, femme d'un officier, après le décès de celui-ci, rompt son existence monotone en se prenant de passion pour l'aviation. Elle apprend à piloter et accomplit des performances dans le sillage de la pionnière Adrienne Bolland.

## Fiche technique
- Titre original : Le Rêve d'Icare
- Réalisation : Jean Kerchbron
- Scénario et dialogues : Jean Kerchbron, Serge Ganzl[1]
- Photographie : André Dumaître, Gilbert Sandoz
- Musique : Michel Legrand
- Kena (Flûte des Andes) : Jean-Michel Cayre[2]
- Société de production : Antenne 2
- Pays d’origine :  France
  - Langue : français
  - Intérieurs : Studios SFP (Bry-sur-Marne/Gournay-sur-Marne)
  - Extérieurs : Rochefort-en-Yvelines, Versailles (Yvelines), Saclas (Essonne), Sallanches (Haute-Savoie)
- Format : couleur — 35 mm — monophonique
- Genre : film d'aventure
- Durée : 90 minutes
- Date de diffusion :  28 août 1982 sur Antenne 2

## Distribution
- Silvia Monfort : Isabelle
- Jean-Luc Boutté : Paul
- Patrick Préjean : Victor
- Maria Meriko : la femme à Mendoza
- Ronald Guttman : Jeffry
- Mireille Audibert : Marianne
- Pierre Baton : le pilote
- Georges Beauvilliers : le mécanicien du meeting
- Pierre Belot : l'industriel
- Bernard Born : le bistrotier
- André Cellier : Jean Xavier
- Yvonne Clech : la passagère
- Howard Vernon : l'homme de 1916

## Tournage
Notes de tournage de Silvia Monfort du 15 août au 17 septembre 1981 :
— samedi 15 août 1981, Paris : « Aujourd'hui je suis à Paris pour apprendre le tango que danse Adrienne Bolland. »
— dimanche 16 août 1981, Paris : « Ça continue. Je me suis réveillée tôt, selon le nouveau rythme que je vais devoir modifier (nous avons des nuits dès la semaine prochaine). J'ai des journées de 14 heures ! Je ne sais même pas si je devrais accepter. Exemple : mardi, 10 heures de tournage, 2 heures de préparation, 2 heures de voyage jusqu'à Gournay. »
— dimanche 23 août 1981, Paris : « Pendant ces 2 jours, encore, j'ai tout fait, mais je souffre beaucoup de la colonne (et, bien sûr, c'est maintenant que je vais tourner les plans dans l'eau !) j'en ai vu, nous en verrons d'autres. »
— mardi 1er septembre 1981, Saclas (Essonne) : « J'ai travaillé dur. Kerchbron, en venant de Paris, ce matin, sous une petite pluie, s'est foutu dans un fossé. Cheville foulée en descendant de voiture (voiture en miettes), mais enfin il est encore là, plus antipathique que jamais. Rien n'y fait, ni n'y fera. Et c'est l'ancien opérateur qui a repris du service. Je continue, vaille que vaille. L'auberge est un havre. Le patron (71 ans) a vécu dans le Cirque, et m'en parle. »
— jeudi 3 septembre 1981, Saclas (Essonne) : « Me voici de retour dans mon auberge de luxe après 20 min de routes campagnardes. […] Une grande partie de la journée juchée dans un petit avion monté sur une énorme grue mobile (nommée cul de poule) pour faire croire que l'avion est en vol. À présent, je sais diminuer les gaz et même couper. Le vent de l'hélice dans la gueule, les lunettes me coupant la figure — et Kerchbron en bas, fier comme un petit banc de pouvoir se payer un tel déploiement pour faire — hélas — des plans sans intérêt. […] Je pars, donc, mardi, pour Sallanches… […] Finir (presque) le film à l'Aiguille du Midi, me plaît. »
— lundi 7 septembre 1981, Paris : « Je viens d'offrir « le pot » à l'équipe des Andes. J'avais fait venir l'auteur Serge Ganzl et l'opérateur de talent. Une fois de plus, l'équipe m'a assurée de son admiration pour mon « professionnalisme, mon courage, ma gentillesse ». Ils haïssent Kerchbron parce qu'ils craignent qu'il ait saboté le film par connerie ! On verra. Peut-être que la chaleur humaine passera quand même. Mais quel travail pour 1 h ½ douteuse ! »
— mardi 8 septembre 1981, Paris : « J'ai oublié de te dire, aujourd'hui, que j'avais vu 1 heure de projection ce matin, concernant les plans d'aviation, et que j'avais été séduite par la chaleur qui se dégage de mon personnage — de moi ! — et que j'avais un peu repris confiance. Dure journée, assise dans des avions devant des transparences, et mimant l'effroi, la joie, les virages, les loopings, tandis que les ventilateurs me jetaient à la figure du fumigène à haute dose. Bref, je pars pour la montagne un peu moins déprimée. »
— jeudi 17 septembre 1981, Paris : « Quand tu sauras qu'à la fin d'une journée (la dernière) où il m'a fait envoyer le gaz carbonique de l'échappement d'air d'un 2e avion pour que l'hélice soit encore plus vraisemblable — et qu'un début d'asphyxie m'a fait tourner de l'œil. »